# Nocnica
Nocnica – postać demoniczna z zakresu demonologii słowiańskiej, wywodząca się z wierzeń przedchrześcijańskich, określana jako pośmiertna forma egzystencji ludzkiej duszy. Wskutek licznych przeobrażeń, jakie zaszły w demonologii ludowej, zazwyczaj utożsamiano ją ze zmorą. Wzmiankę o nocnicach znajdziemy m.in. w trzynastowiecznym Katalogu magii Brata Rudolfa, kazaniu polskiego husyty z XV wieku, czy też w Czarownicy powołanej z wieku XVII.
Na Śląsku nocnicą nazywano demona płci żeńskiej, duszącego ludzi we śnie – zwłaszcza niemowlęta – i sprowadzającego choroby.
Nazwa ta stosowana jest również w innych regionach jako ogólne określenie demonów nocnych.

## Geneza
Przekonania dotyczące nocnic uległy silnemu zatarciu, dlatego nie można już dzisiaj określić dokładnie, jaki był ich rodowód. W niektórych częściach Śląska Cieszyńskiego „pod nazwę nocnic podciągano wierzenia w demony, które były duszami dziewczyn zmarłych w czasie ogłoszenia (po zapowiedziach, a przed ślubem)”. Nie wiadomo też, jak w mniemaniu ludu wyglądały, czasem opisywano je jako długonogie istoty zamieszkałe w lesie, tańczące w szale albo czeszące się szyszkami. Folklorysta Jan Broda opisywał je jako złośliwe demony płci żeńskiej ubrane w białe płachty i czarne suknie, pojawiające się nocami, głównie na bezdrożach (zwłaszcza w okresie adwentu) i wychodzące ze swych kryjówek na dźwięk kościelnych dzwonów, a także po przywołaniu gwizdem.

## Oddziaływanie
Uważano je za szkodliwe wobec ludzi - miały przychodzić nocą do chałup i nękać małe dzieci, czego skutkiem był ich płacz i brak snu. W kazaniach polskiego husyty czytamy: „odwiedzając położnicę, pytają, co się narodziło, czy chłopiec, czy dziewczyna; a czynią to, aby uchronić dziecko od nocnic, to jest od zmór, które dzieci szczypią i straszą i nie dają im usnąć”. Na Mazowszu i Lubelszczyźnie jeszcze na przełomie XIX i XX wieku mówiono, że płacz dziecka nocą powodowany jest przez nocnice, zwane czasem także noclicami. Bohdan Baranowski podał ponadto, że przypisywano im zwodzenie ludzi, wyprowadzanie ich na bezdroża, na których musieli długo błądzić, uniemożliwiając lub utrudniając im odnalezienie drogi.